# Toponim
Toponimi (grč. τόπος = mjesto, ὄνομα = ime) imena su mjesta.

Toponime proučava toponomastika.

## Podjela toponima
Toponimi su podijeljeni na ove skupine:
- ekonimi ili ojkonimi

Imena naseljenih mjesta: Rijeka, Split, Pula, Zagreb, Zadar, Požega, Begovo Razdolje...
- oronimi:

Imena gora i uzvisina: Učka, Biokovo, Velebit, Papuk, Dinara, Medvednica...
- hidronimi

Imena voda – rijeka, potoka, jezera: Cetina, Sava, Jadro, Vrljika, Karašica, Vransko jezero, Tribaljsko jezero...

## Jezične promjene hrvatskih toponima
U prošlosti se težilo ijekaviziranju i poštokavljenju nekih ekonima što je djelomice i uspjelo:

Karlovec > Karlovac, Sisek > Sisak, Osek > Osijek, Reka > Rijeka.
Neuspjeli pokušaji:

 Delnice > Dionice, Čakovec > Čakovac, Split > Spljet, Tisno > Tijesno.

## Najduži toponim
Krung Thep Maha Nakhon Amon Rattanakosin Mahinthara Ayutthaya Mahadilok Phop Noppharat Ratchathani Burirom Udom Ratchaniwet Mahasathan Amon Phiman Awatan Sathit Sakkathattiya Witsanu Kamprasit
(กรุงเทพมหานคร อมรรัตนโกสินทร์ มหินทราอยุธยามหาดิลก ภพนพรัตน์ ราชธานีบุรีรมย์ อุดมราชนิเวศน์ มหาสถาน อมรพิมาน อวตารสถิต สักกะทัตติยะ วิษณุกรรมประสิทธิ์)
U prijevodu "grad anđela, veliki grad, grad vječnog dragulja, neosvojivi grad boga Indre, veliki glavni grad svijeta obdaren s devet dragocjenih dragulja, sretan grad, izdašan u ogromnog kraljevskoj palači koja sliči rajskom prebivalištu gdje vlada reinkarnirani bog, grad dan od Indre i sagrađen od Višnukama". To je puno ime za Bangkok u Tajlandu, koji često jednostavno nazivaju endonimom Krung Thep.

## Poveznice
- Onomastika
- Egzonimi
- Endonimi
- Eponimi
- Toponomastika